# Quartierbus

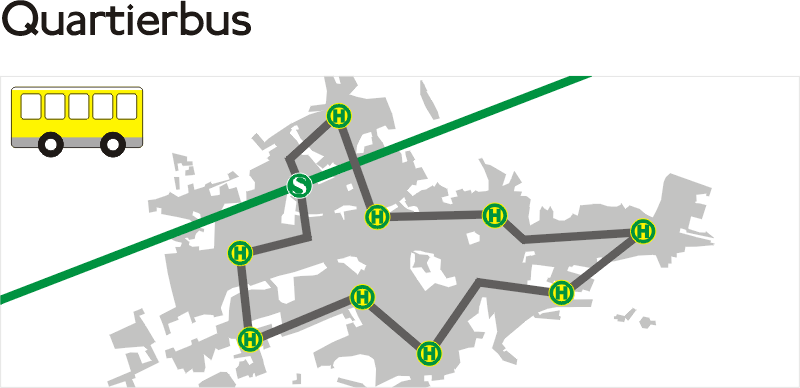
Funktionsprinzip Quartierbus: ringförmige Linienführung, geringe Haltestellenabstände, mögl. Verbindung mit Schnellbahnlinien

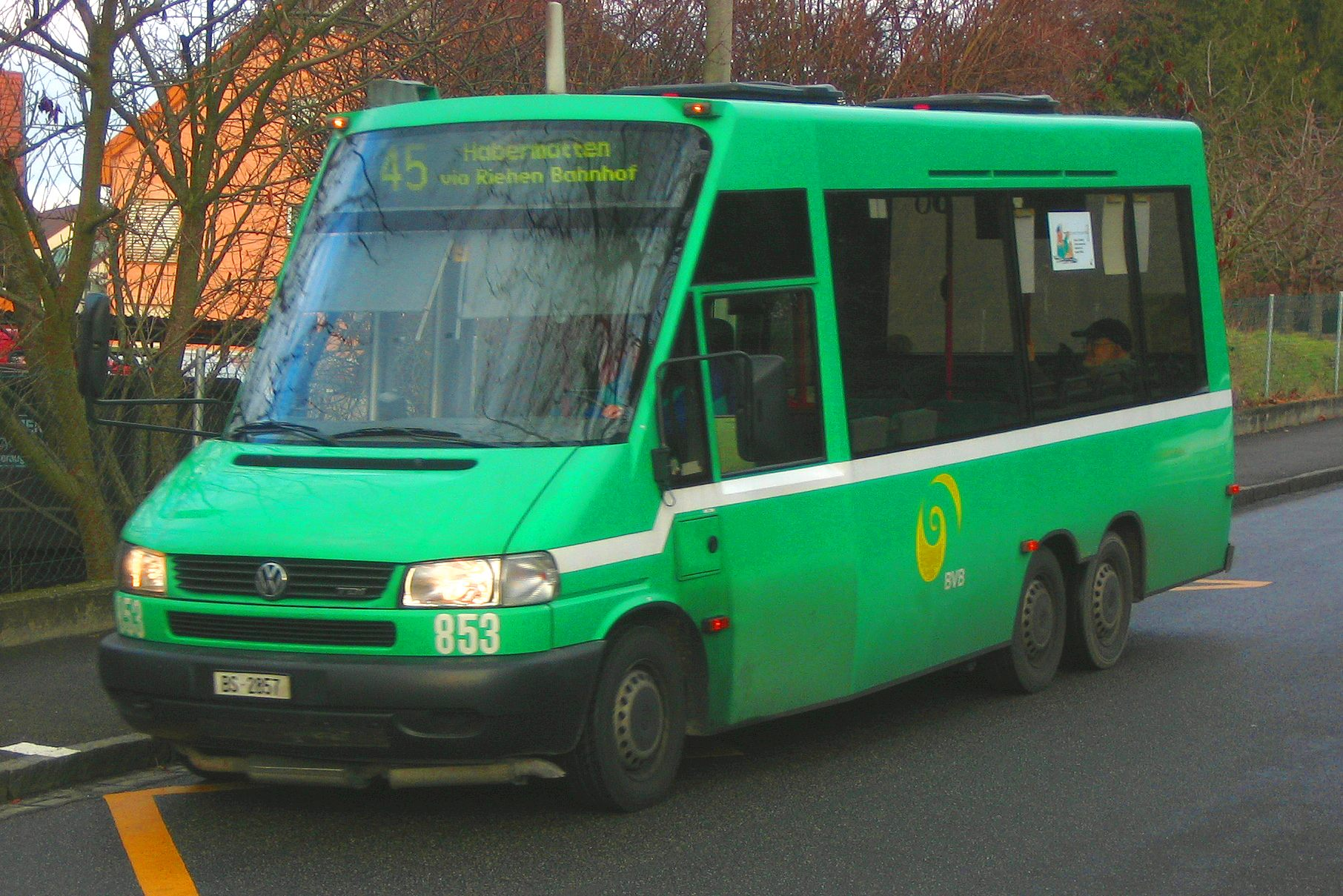
Ein „Büssli“ bei der Haltestelle Dominikushaus in Riehen.

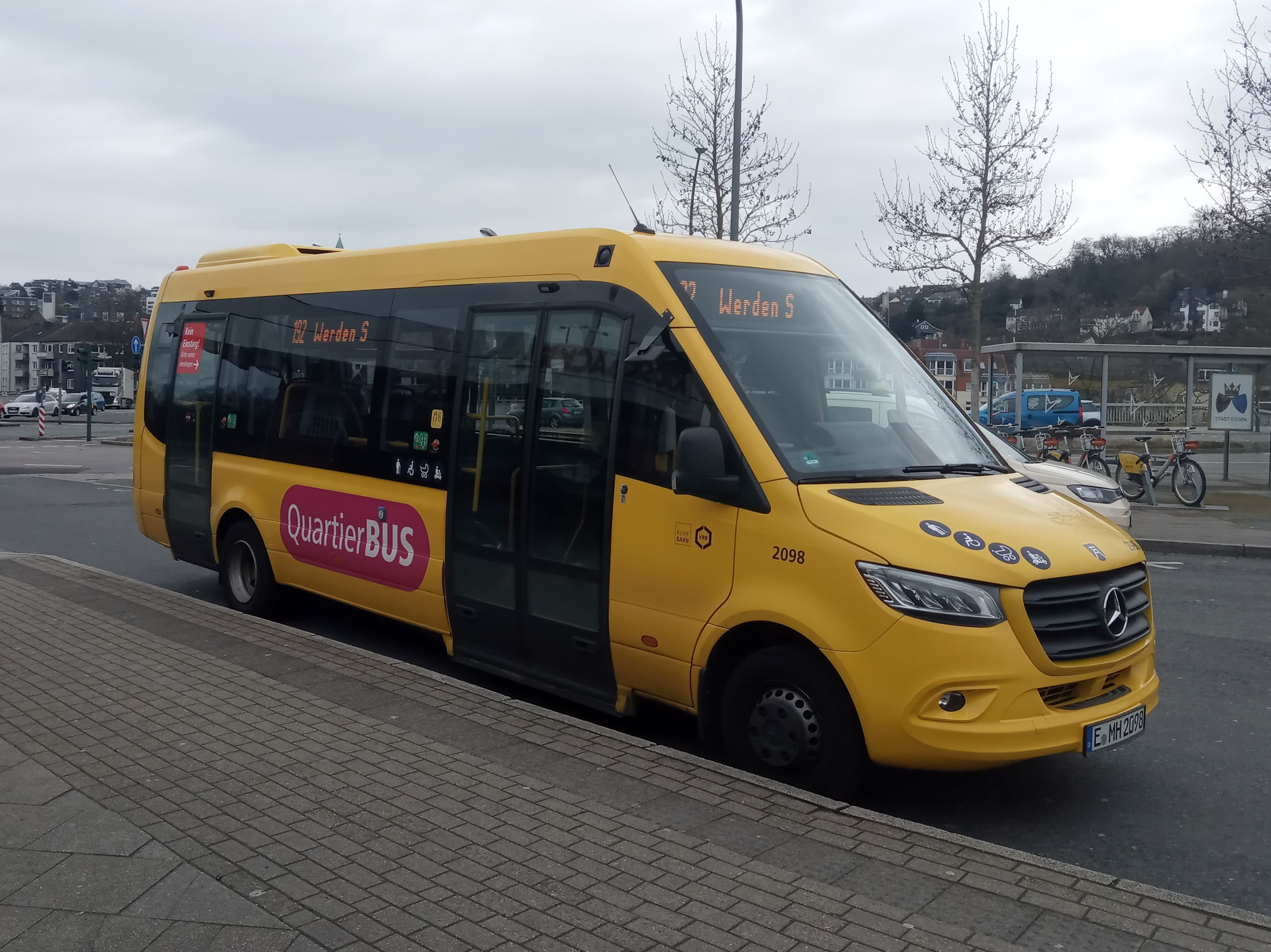
Ein Quartierbus im Bahnhof Essen-Werden.

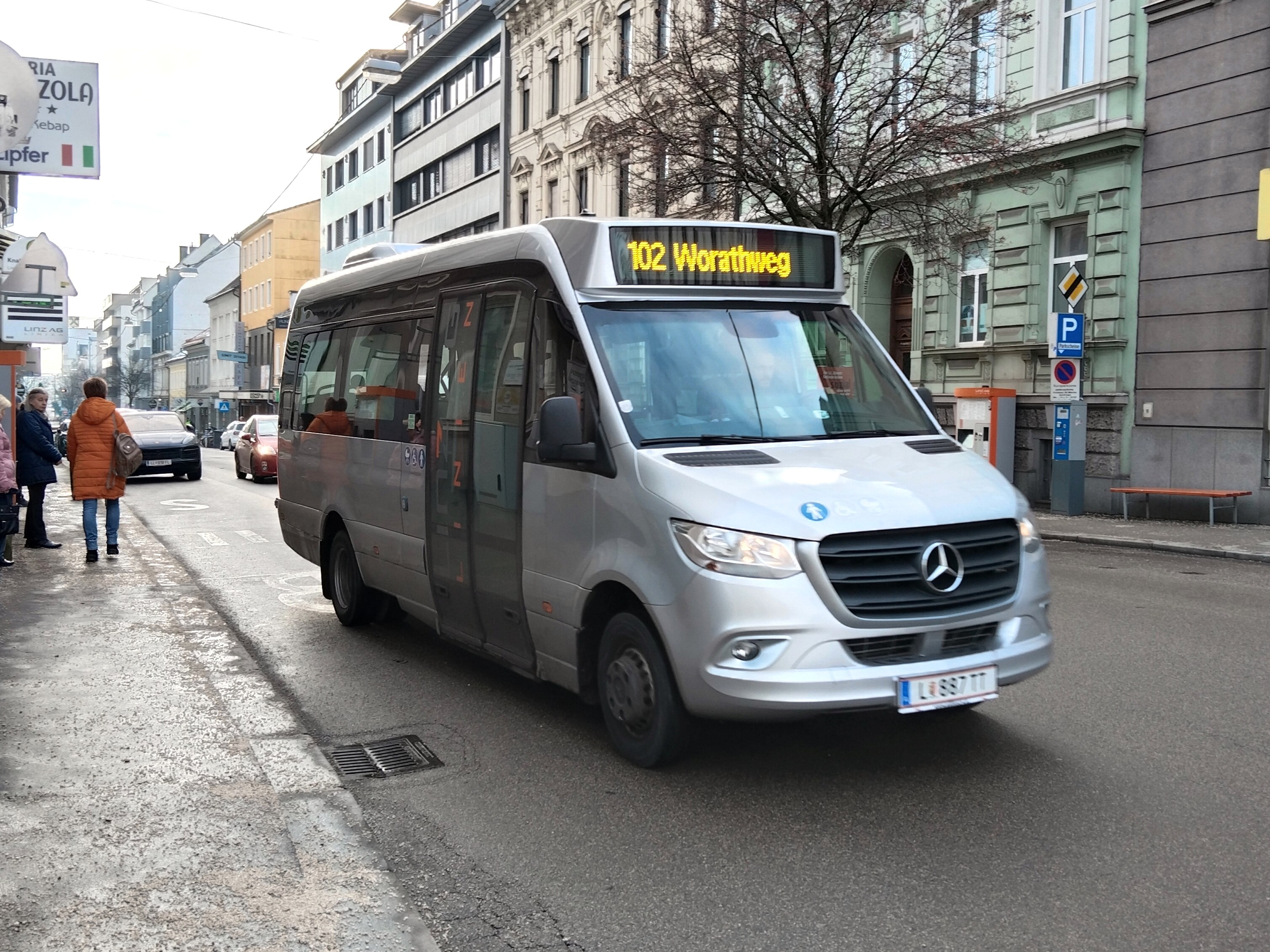
Ein Stadtteilbus in der Hauptstraße in Linz.

Quartierbusse sind allgemeine Linienverkehre im öffentlichen Personennahverkehr. Sie erschließen räumlich abgegrenzte Stadtteile und Wohngebiete intern und binden diese an vorhandene Bahnlinien oder direkte Stadtbusverbindungen (z. B. Metrobusse) ins Zentrum an. Sie sorgen innerhalb des abgegrenzten Quartiers für die Feinverteilung der Fahrgäste. Die Fahrgastnachfrage ist mit in der Regel weniger als 500 Fahrgästen am Tag eher gering, so dass oftmals kleinere Fahrzeuge wie Midibusse oder Kleinbusse für Quartierlinien eingesetzt werden. Da diese Linien häufig von einem hohen Anteil Senioren für kurze Besorgungsfahrten genutzt werden, spielt die barrierefreie Zugänglichkeit der kleinen Fahrzeuge eine große Rolle. In Stockholm werden solche Buslinien als „Servicebusse“ bezeichnet, was die Anbindung an wichtige Einrichtungen wie Supermärkte, Ärztezentren oder Wohnheime unterstreicht.
Das Konzept des Quartierbusses stammt ursprünglich aus der Schweiz (beispielsweise Zürich). Es hat mittlerweile aber auch in Deutschland und Österreich viele Nachahmer gefunden – oft unter der Bezeichnung Stadtteilbus (beispielsweise in Linz), in Berlin wird es auch als Kiezbus bezeichnet.
Eng verwandt und funktionell vergleichbar ist der Citybus (der Begriff wird manchmal auch allgemein für Stadtbus verwendet), dessen Erschließungsschwerpunkt insbesondere in innerstädtischen Geschäftslagen liegt, in denen er attraktive Einkaufszentren und Fußgängerzonen mit Verkehrsknotenpunkten verbindet und dabei den normalen Linienverkehr ergänzt und verdichtet. Um eine möglichst flächige Erschließung zu erreichen, ist die Linienführung oft schlaufen- oder ringförmig, die Takte mit einem 15-Minuten-Takt oder dichter sehr attraktiv. Citybusse verkehren in der Regel nur während der Geschäftszeiten und es gibt Modelle, bei denen sie gänzlich oder zum Teil durch Interessens- oder Werbegemeinschaften von Einzelhändlern finanziert werden.